# ماتو یایالو
ماتو یایالو (کرواتی: Mato Jajalo؛ زادهٔ ۲۵ مهٔ ۱۹۸۸) بازیکن فوتبال اهل کرواسی است که در تیم ملی فوتبال کرواسی نیز بازی کرده است. از باشگاه‌هایی که در آن بازی کرده‌است می‌توان به باشگاه فوتبال کلن و سیه‌نا اشاره کرد.